# 拉卡爾德拉
24°36′0″S 65°23′0″W / 24.60000°S 65.38333°W

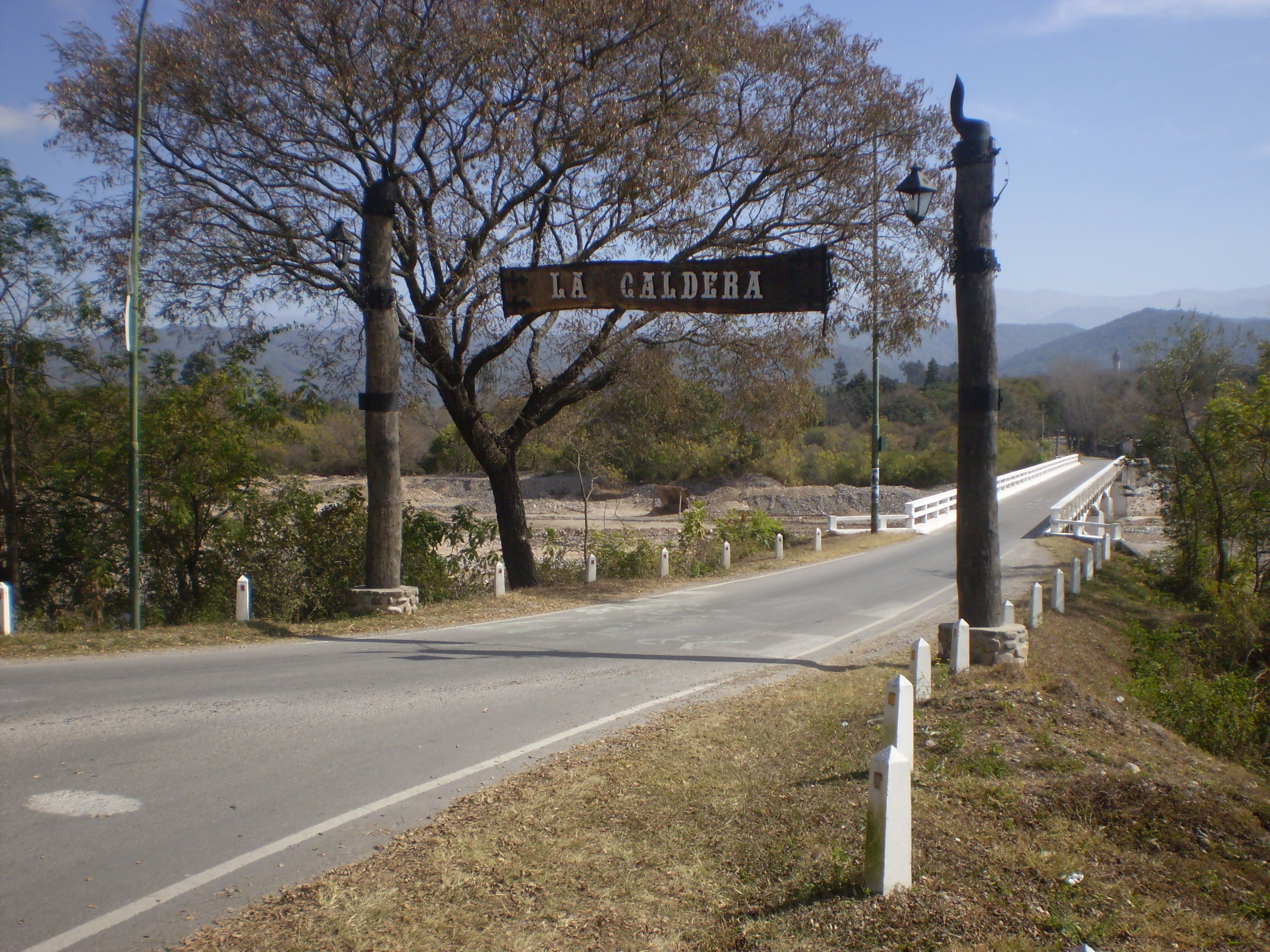
拉卡爾德拉

拉卡爾德拉（西班牙語：La Caldera），是阿根廷的城鎮，位於該國西北部薩爾塔省，是拉卡爾德拉縣的首府，處於薩爾塔以北25公里，海拔高度1,421米，該地區的地震活動頻繁和低強度，2001年人1,565。